# Alfons Klein (Politiker)

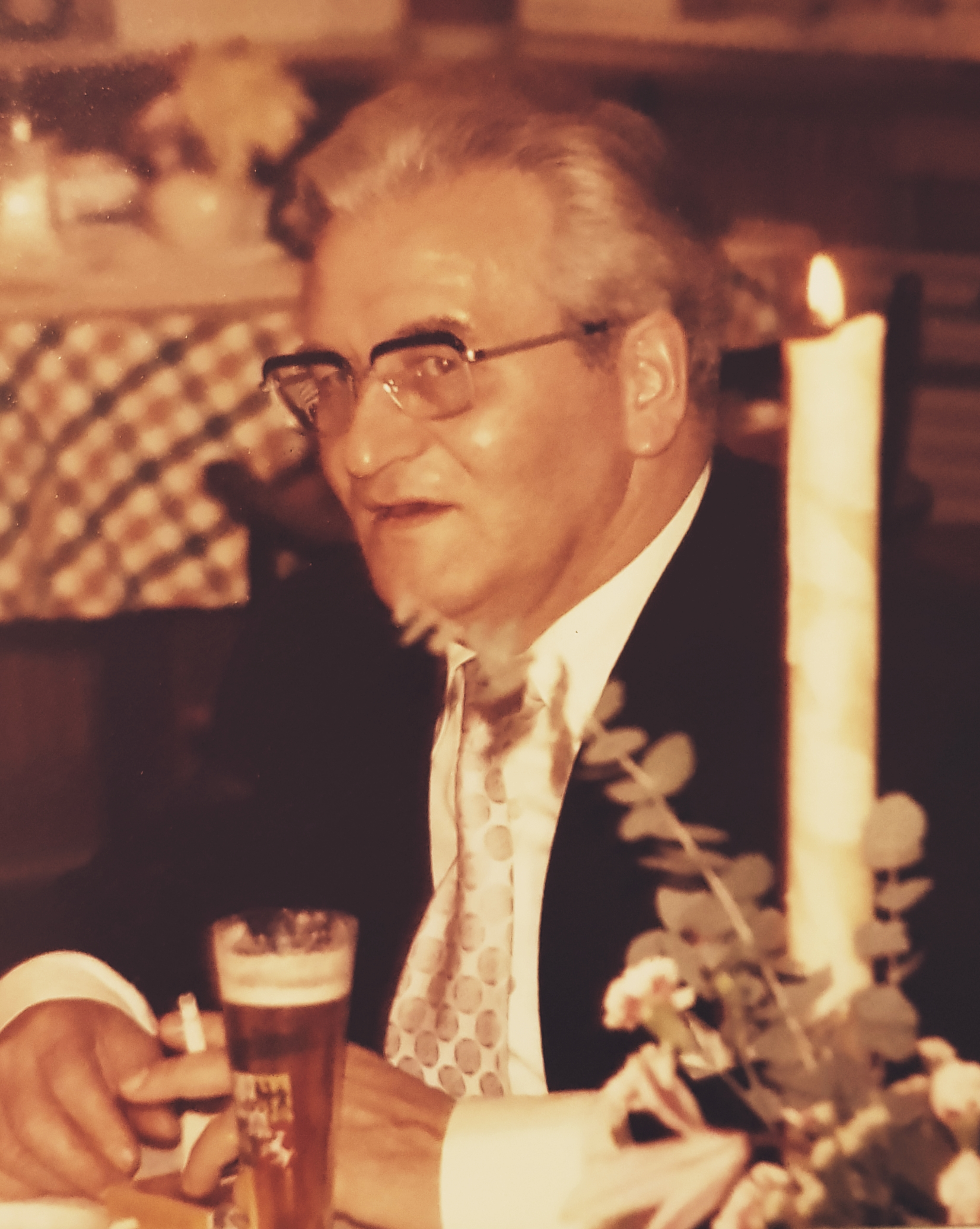
Alfons Klein

Alfons Klein (* 2. August 1926 in Essen-Katernberg; † 6. Juni 1984 in Gelsenkirchen-Buer) war ein deutscher Politiker der CDU.

## Ausbildung und Beruf
Alfons Klein wurde als Sohn eines Bergmannes geboren. Nach dem Besuch der Volksschule absolvierte er eine Lehre als Vermessungstechniker. Diese wurde 1944 durch die Einberufung zum Reichsarbeitsdienst und zur Wehrmacht unterbrochen. Nach seiner Rückkehr aus der Kriegsgefangenschaft war er von 1945 bis 1948 als Bauarbeiter beschäftigt, anschließend als Hauer im Bergbau. Dort endete seine Laufbahn als Personal- und Sozialdirektor auf Zeche Schlägel & Eisen in Herten.

## Politik
Alfons Klein war ab 1947 Mitglied der CDU. Er war Vorstandsmitglied des CDU-Kreisverbandes Essen und der Christlich-Demokratischen Arbeitnehmerschaft (CDA) des Rheinlandes sowie Vorsitzender der CDA in Essen. Ferner war er Mitglied der IG Bergbau und Energie. Von 1961 bis 1971 war Klein Ratsherr der Stadt Essen.
Alfons Klein war vom 26. Juli 1970 bis zum 27. Mai 1975 Mitglied des siebten Landtages von Nordrhein-Westfalen, in den er über die Landesliste einzog.
Alfons Klein verstarb am 6. Juni 1984 und wurde auf dem katholischen Friedhof in Essen-Katernberg beigesetzt.